# Motala stadshotell
Best Western Motala stadshotell, är ett stadshotell i Motala.

## Historik
Motala stadshotell tillkom genom att en huskropp byggdes samman med Motala rådhus (senare Motala stadshus) på 1920-talet. Bolaget bakom stadshotellet grundades den 30 januari 1939. Det omsatte 17,2 miljoner kronor och hade sju anställda 2023.
År 2024 hade hotellet 78 rum.